# Филиппинский толстоклювый попугай
Филиппинский толстоклювый попугай (лат. Bolbopsittacus lunulatus) — вид птиц из семейства Psittaculidae, единственный в одноимённом роде (Bolbopsittacus).

## Внешний вид
Длина тела 16 см. Окраска оперения зелёная, на шее имеется полоса светло-голубого оттенка. Область поясницы имеет желтоватый оттенок. Щёки, уздечка, горло и область возле глаз голубоватого оттенка. У самок на шее есть жёлтая полоска с чёрными штрихами, голубой цвет у неё только на уздечке и под щеками. Хвост короткий, чуть длиннее третьей части крыла, форма хвоста закруглённая. Клюв очень толстый, черноватого цвета, восковица неоперённая.

## Распространение
Обитает на Филиппинских и близлежащих островах.

## Классификация
Международный союз орнитологов выделяет 4 подвида:
- Bolbopsittacus lunulatus callainipictus Parkes, 1971
- Bolbopsittacus lunulatus intermedius Salvadori, 1891
- Bolbopsittacus lunulatus lunulatus (Scopoli, 1786)
- Bolbopsittacus lunulatus mindanensis (Steere, 1890)